# Saetta McQueen
(Il motto ricorrente di Saetta McQueen)
Saetta McQueen (Lightning McQueen), pseudonimo di Montgomery McQueen, è un'auto da corsa antropomorfa protagonista di Cars - Motori ruggenti (2006) e successivamente dei due sequel Cars 2 (2011) e Cars 3 (2017).
È doppiato dall'attore Owen Wilson nella versione originale e da Massimiliano Manfredi in quella italiana. Il cognome è un omaggio all'animatore della Pixar Glenn McQueen, morto di cancro il 29 ottobre 2002 a Berkeley in California.

## Biografia del personaggio

### Carriera iniziale
Secondo i libri ufficiali del franchise, Montgomery McQueen (abbreviato in "Monty") ha iniziato la carriera agonistica all'accademia delle corse e aveva stretto una grande amicizia con Carl, un compagno di studi. Questi, prima della gara del semestre finale che avrebbe garantito al vincitore diploma e sponsor, si era offerto di stringere i bulloni delle ruote di McQueen dicendo che erano allentati; in realtà Carl li aveva fatti allentare per essere sicuro di vincere e infatti durante la gara McQueen perde le ruote venendo costretto a ritirarsi, mentre Carl vince e lascia l'accademia. Sentendosi tradito, McQueen decide di lavorare da solo e guardarsi bene dallo stringere amicizie, diventando egoista. Successivamente si è diplomato stabilendo un nuovo primato nella gara decisiva, venendo soprannominato Saetta.
Dopo aver vinto la sua prima gara da professionista, Saetta viene contattato da un talent scout chiamato Harv, che gli offre come sponsor il deodorante Smell Swell; anche se la scuderia ha un botteghino piuttosto povero, McQueen accetta l'offerta. Ma dato che il suo autista aveva un pessimo orientamento e McQueen doveva passare le notti in bianco onde aiutarlo a trovare la strada, le prestazioni del pilota sono conseguentemente deludenti e viene licenziato in favore di un altro esordiente. Il colloquio che ha portato alla risoluzione del contratto viene però origliato da Mack, un grande camion rosso fan di Saetta, tanto che gli chiede una foto e gli presenta come nuovo sponsor un unguento antiruggine per paraurti gestito dai fratelli Rusty e Dusty Rust-eze, due auto arrugginite. Nonostante McQueen odi le auto arrugginite accetta la proposta, a patto che Mack fosse il suo nuovo trasportatore.

### Cars - Motori ruggenti(2006)
(Saetta reagisce sarcasticamente all'ammutinamento del suo team)
Saetta McQueen partecipa alla Piston Cup della stagione agonistica 2005/2006 come pilota rookie. McQueen è sponsorizzato da Rust-eze, un unguento per paraurti, che utilizza la frase "Con un po' di Rust-eze, puoi assomigliare a Saetta McQueen!" Tuttavia, disdegna segretamente Rust-eze essendo gestito da auto arrugginite (che non gli piacciono) e spera di essere scelto per la sponsorizzazione dalla compagnia petrolifera Dinoco, molto più glamour e di successo. Egli è certo che la Dinoco si offrirà di sponsorizzarlo se dovesse vincere la preziosa Piston Cup, complice il ritiro del loro storico pilota plurititolato Strip Weathers, meglio noto come "Il Re".
All'inizio del film, McQueen è ritratto come ingrato, odioso, egoista e sarcastico, inoltre si fa notare che durante la stagione ha licenziato tre capi tecnico del suo team. Durante una sosta ai box, rifiuta stupidamente il consiglio del suo box di sostituire le gomme pur di rimanere in testa. Durante l'ultimo giro, con la vittoria ormai in tasca, entrambe le gomme posteriori scoppiano, McQueen riesce a non perdere la gara allungando la lingua e portando a un pareggio a tre con Strip "The King" Weathers e Chick Hicks. Successivamente insulta il suo equipaggio dei box, portandoli a dimettersi furiosamente e all'improvviso.
Preparandosi a partire per la California per la gara di spareggio decisa dai commissari, McQueen inizia a rendersi conto di non avere veri amici. Lungo il percorso, costringe egoisticamente il suo camion di trasporto, Mack, a guidare per tutta la notte, in modo che possano raggiungere la California prima di Chick Hicks (durante la celebrazione Hicks stuzzica McQueen dicendo che chi arriva prima in California potrà contrattare per primo con la Dinoco). McQueen si addormenta rapidamente, infrangendo la sua promessa di rimanere sveglio con Mack. A sua volta, Mack si addormenta da solo, e dopo uno sfortunato incontro con un quartetto di auto fuorilegge, McQueen si separa da Mack, e sfreccia nella notte in una disperata ricerca di Mack, per poi ritrovarsi perduto a Radiator Springs, una città dimenticata lungo la Route 66, dove viene presto arrestato e sequestrato dopo aver accidentalmente distrutto la strada.
A Radiator Springs, McQueen si sveglia e si ritrova portato in tribunale per aver rovinato la strada della città. Il giudice locale, Doc Hudson, ordina a McQueen di lasciare immediatamente la città, ma gli altri cittadini, tra cui il suo avvocato locale, Sally Carrera, votano perché McQueen ricostruisca la strada da lui rovinata. A McQueen viene quindi ordinato di riasfaltare la strada per riconquistare la sua libertà. Durante questa punizione, Saetta viene a conoscenza della storia di Radiator Springs e inizia a relazionarsi con i suoi abitanti, tra cui un camion da rimorchio di nome Carl Attrezzi, e si innamora di Sally. Durante la sua permanenza rivela agli abitanti della cittadina anche una storia insolita su Doc, che si scopre essere un ex campione della Piston Cup, la cui carriera agonistica si è conclusa dopo un grave incidente. Dopo aver finito di ricostruire la strada, McQueen è libero di lasciare Radiator Springs e riprendere il suo viaggio in California. Tuttavia disinteressatamente ritarda la sua partenza per mostrare apprezzamento per i suoi nuovi amici compiendo buone azioni. Durante il suo periodo a Radiator Springs, la personalità di McQueen inizia lentamente a cambiare, comincia a interessarsi degli altri piuttosto che a se stesso, inoltre non è così arrogante come una volta lo era in pista.

Saetta Mcqueen nella Radiator Spring di Disneyland.

Durante la gara di spareggio in California, McQueen non riesce a smettere di pensare a Radiator Springs e ai suoi nuovi amici, facendogli perdere la concentrazione. Finché si trova sorpreso di vedere che Doc Hudson e alcuni dei suoi amici lo hanno seguito e hanno assunto il ruolo del suo team ai box. Ispirato dalle parole di incoraggiamento di Doc, McQueen corre con rinnovata fiducia. Quando Chick Hicks tenta di metterlo fuori rotta, recupera con orgoglio le mosse apprese da Doc e le abilità di guida in retromarcia insegnatogli da Cricchetto.
Durante l'ultimo giro, la Piston Cup è chiaramente alla portata di McQueen. Chick Hicks, rendendosi conto che sta per finire all'ultimo posto, colpisce "The King" da dietro, procurandogli un gravissimo incidente. Da uno degli schermi dell'autodromo, McQueen è testimone dell'incidente alle sue spalle, che gli ricorda lo schianto che ha interrotto la carriera di Doc 52 anni prima. Per aiutare Maestà a concludere la sua ultima corsa prima del ritiro, McQueen si ferma improvvisamente prima di raggiungere il traguardo, perdendo sostanzialmente la vittoria a vantaggio di Chick Hicks. McQueen viene comunque elogiato per la sua sportività, al punto che Tex, proprietario della Dinoco, si offre di assumerlo per sostituire The King. McQueen rifiuta, rendendosi conto che dovrebbe rimanere con il suo sponsor Rust-eze in segno di apprezzamento per essere riuscito a portarlo dove si trovava. Tex rispetta la sua decisione e invece si offre di fargli un favore. McQueen usa il favore per far salire sull'elicottero Dinoco Carl Attrezzi, realizzando il suo sogno.
McQueen torna a Radiator Springs per stabilire il suo nuovo quartier generale delle corse, rimettere la città sulla mappa e portare successo a tutti i suoi amici, riprende la sua relazione con Sally e diventa allievo di Hudson Hornet.

### Cars 2(2011)
(Saetta ringrazia il suo amico Carl Attrezzi per averlo salvato)

Scultura di ghiaccio di Saetta McQueen.

Nel 2011, cinque anni dopo gli eventi del primo film, McQueen, ora quattro volte campione della Piston Cup, ritorna a Radiator Springs dopo una stagione di gare di successo in cui vince la sua quarta Piston Cup, dedicata a Doc, morto in quel distacco di tempo (nel 2009, secondo un libro di concept art dal terzo film). La tregua di McQueen viene interrotta quando viene reclutato per partecipare al primo World Gran Prix, sponsorizzato dall'ex magnate del petrolio Miles Axelrod per promuovere il suo nuovo carburante alternativo, l'Allinol. McQueen inizialmente rifiuta ma è pubblicamente provocato dalla vettura da corsa di Formula 1 Francesco Bernoulli. Cricchetto interviene per difendere McQueen, portandolo a riconsiderare la proposta e unirsi alla gara.
A Tokyo durante una festa pre-gara, McQueen è imbarazzato dalle buffonate di Cricchetto e inizia a pentirsi di averlo portato. Poco dopo, Cricchetto involontariamente viene coinvolto in una missione di spionaggio con Finn McMissile e Holley Shiftwell. Questo porta a delle incomprensioni con Cricchetto durante la gara in Giappone che alla fine gli costerà la vittoria. McQueen, arrabbiatissimo, si confronta con l'amico e gli dice che non vuole più il suo aiuto: Cricchetto decide dunque di fare ritorno a Radiator Springs.
Il World Grand Prix si trasferisce in Italia, ma McQueen è assalito dai sensi di colpa dopo il litigio con Cricchetto: comprende così che anche i migliori amici discutono di tanto in tanto, ed è ispirato a rattoppare la sua amicizia. Saetta riesce a vincere la seconda gara a Porto Corsa, in Italia, anche se molte macchine finiscono col farsi male. Attraverso la sua missione di spionaggio, Cricchetto apprende che una mente criminale non identificata sta sabotando le macchine. Infatti una banda criminale composta da auto vecchie, stufa di essere chiamati "catorci", aveva compreso che l'Allinol è un carburante molto sensibile se esposto a degli impulsi elettromagnetici. Così hanno utilizzato una telecamera a raggi elettromagnetici in modo che una volta puntata su una delle macchine del World Grand Prix, essa rompesse il motore. Questo era tutto un piano per screditare l'Allinol e fare diventare loro milionari. Infatti un pubblico inconsapevole inizia a chiedersi se sia colpa dell'Allinol, poiché il carburante è una cosa comune utilizzata da tutte le auto. In risposta, Axelrod decide di revocare l'obbligo dell'Allinol dalla gara finale, consentendo alle auto di scegliere il proprio carburante. McQueen sceglie di continuare con l'Allinol sulla base dei consigli del suo amico e membro dell'equipaggio dei box Fillmore (all'insaputa di McQueen, il Sergente gli aveva sostituito il carburante incriminato con il biocarburante di Fillmore). Il capo dei criminali ordina al professor Zündapp di cogliere l'occasione e di far uccidere McQueen, in modo che l'Allinol venga definitivamente screditato. Cricchetto ascolta l'ordine e cerca di avvertire McQueen, ma non è in grado di farlo prima di essere catturato e reso incosciente.
Durante la terza e ultima gara a Londra, Cricchetto fugge e riprende il suo tentativo di mettere in guardia McQueen. Durante il pit-stop di Saetta, Carl Attrezzi scopre che la mente ha piazzato una bomba nel suo vano motore mentre era incosciente, e verrà fatta esplodere quando McQueen si avvicina, uccidendoli entrambi. Dopo alcune peripezie, Cricchetto da solo mette insieme gli indizi finali e identifica la mente criminale come Miles Axelrod, e riesce a dimostrarlo forzando personalmente Axelrod a disattivare la bomba di persona, il che fa sì che McQueen e gli altri si rendessero conto che Axelrod era davvero la vera mente dietro a tutto.
Essendo sorpreso di vedere che Cricchetto ha effettivamente sventato una cospirazione criminale mondiale con il suo ingegno, Saetta McQueen dichiara felicemente che il suo migliore amico può assistere a tutte le gare da quel momento in poi, con grande gioia di Cricchetto. Di ritorno a Radiator Springs, i concorrenti si riuniscono in uno spettacolo di sportività per una gara senza alcun premio in palio. Il film termina con McQueen al primo posto durante il Radiator Springs Grand Prix, affiancato da Carl Attrezzi grazie ai nuovi razzi regalatigli da Finn e Holley.
Lo schema di verniciatura di McQueen è quasi lo stesso di quello del primo film (il suo grande lampo è ridipinto di rosso scuro e una saetta più piccola è infilata nel suo numero e ha solo tre adesivi sponsor su entrambi i lati), anche se è stato modificato per il World Gran Prix con fiamme di colore verde all'estremità della grande saetta e un logo Piston Cup sul cofano invece del solito sponsor Rust-Eze. Le sue decalcomanie di fulmini riflettenti vengono rimosse, ha uno spoiler diverso e i suoi fari adesivi e fanali posteriori vengono sostituiti con luci reali.

### Cars 3(2017)
(McQueen chiede a Bobby Swift dopo la gara chi fosse Jackson Storm, dopo che lo vede su uno schermo)
Nel 2016, sei anni dopo gli eventi del secondo film, la storia inizia con McQueen, ora sette volte vincitore della Piston Cup e leggenda delle corse, che corre nella Piston Cup mentre si contrappone ai suoi vecchi amici da corsa, Cal Weathers e Bobby Swift. Nell'ultimo giro di una gara, Jackson Storm, un pilota esordiente ad alta tecnologia, appare dal nulla in pista, raggiungendo McQueen per poi vincere. Storm continua a vincere gara dopo gara per tutta la stagione, e molti piloti veterani sono spinti a ritirarsi o sono licenziati dai loro sponsor per fare spazio alla nuova generazione, tra cui Cal e Bobby. Durante l'ultima gara della stagione a Los Angeles, McQueen si spinge troppo forte nel tentativo di raggiungere Storm e si lancia in un pericoloso incidente. La premessa del film ruota attorno a McQueen che si sta riprendendo dallo schianto accaduto in precedenza e che è stato addestrato da Cruz Ramirez, un tecnico e fan per tutta la vita di McQueen, durante l'offseason nella speranza di tornare alla sua carriera agonistica. La sua motivazione principale per tornare alle corse è quella di poter partecipare alla gara della Florida 500 e sconfiggere Storm, dopo aver ricevuto un ultimatum dal nuovo sponsor Sterling per ritirarsi definitivamente dalle corse se perde la sua prossima gara.
Dopo diversi tentativi falliti di allenamento, incluso il danneggiamento del simulatore di Sterling e la partecipazione a un derby di demolizione, McQueen decide di cercare il vecchio boss di Doc, Smokey, e alla fine lo incontra al Thomasville Motor Speedway nella vecchia città natale di Doc. Addestrato sull'intelligenza e sulla velocità, McQueen gestisce la prima metà della Florida 500, con Smokey come capo squadra, prima di ritirarsi e dare a Cruz una chance da vero pilota, con lui come capo squadra. Cruz e McQueen condividono la vittoria a causa dell'inizio della gara da parte di Saetta, e in definitiva una sponsorizzazione sotto il marchio combinato Dinoco-Rust-Eze, quindi vince la scommessa con Sterling e decide di continuare a correre, e Cruz diventa sua allieva. McQueen termina il film con una gara con Cruz a Radiator Springs, in cui Saetta è verniciato di blu con la scritta "Fabulous Lightning McQueen" ("Il Favoloso Saetta McQueen" nella versione Italiana), che ricorda quella di Doc Hudson Hornet.

## Caratterizzazione
Saetta McQueen è un'auto da corsa stile Nascar di colore rosso fiammante e ha gli occhi azzurri. Nella sua carrozzeria sono presenti decalcomanie ed adesivi di vario tipo,compresi quelli a forma di fari anteriori ed uno a forma di fulmine giallo (da cui il suo soprannome) con al centro del fulmine il suo numero, 95. Nel suo cofano è inoltre presente il logo del suo sponsor Rust-Eze. Non appartiene ad un modello definito di auto anche se a detta degli animatori il suo design è ispirato a un'auto di serra e a "un'auto tipo Le Mans ma con curve più sinuose", con "un po' di Lola e un po' di Ford GT40". Per il design, gli scarichi laterali ma in particolare per il sound tipico da motore americano V10 somiglia molto alla Dodge Viper e alla Chevrolet Corvette C6, con l'aggiunta del tipico spoiler posteriore delle auto da NASCAR di quarta generazione. Durante la scena in cui aiuta a riportare Radiator Springs al suo massimo splendore degli anni '50, è dipinto come una Chevrolet Corvette C1 degli anni '50, accennando ancora una volta al suo lignaggio Corvette.
Secondo un'immagine tecnica visibile nel terzo film, ha un motore V8 da 5,8 litri e 750 HP, può raggiungere 60 mph (96 km/h) partendo da fermo in 4 secondi e ha una velocità massima di 198 mph (317 km/h), sebbene nel secondo film avesse raggiunto 225 mph (360 km/h).
Il suo numero era originariamente fissato a 57, l'anno di nascita del regista di Cars Lasseter, ma fu cambiato in 95, l'anno di uscita del primo film della Pixar Toy Story - Il mondo dei giocattoli.